# Piper curvatipes
Piper curvatipes är en pepparväxtart som beskrevs av William Trelease och Cyrus Longworth Lundell. Piper curvatipes ingår i släktet Piper och familjen pepparväxter. Inga underarter finns listade i Catalogue of Life.